# SV Victory Boys
Maillots
Le SV Victory Boys, de son nom complet Rooms Katholieke Sport Vereniging Scherpenheuvel, est un club de football basé à Willemstad dans l'île de Curaçao.

## Histoire du club
Fondé le 10 octobre 1952, le club ne compte qu'un seul titre à son palmarès, celui de champion des Antilles néerlandaises, remporté en 1986. Il dispute également la finale de la compétition en 1983, 2004 et 2005. Victory Boys est le seul club ayant remporté le championnat des Antilles néerlandaises sans jamais avoir été titré au niveau insulaire.
Sa place de finaliste en championnat des Antilles néerlandaises 1983 lui permet de participer à la Coupe des champions de la CONCACAF 1984, où il est éliminé en quart de finale par la formation haïtienne de Violette AC. Il participe également à la CFU Club Championship 2005, atteignant une nouvelle fois les quarts de finale.

## Palmarès
- Championnat des Antilles néerlandaises (1) :
  - Vainqueur en 1986
  - Finaliste en 1983, 2004 et 2005

- Championnat de Curaçao :
  - Finaliste en 1983, 1986, 2004 et 2005

- Championnat de Curaçao de football D2 (2) :
  - Vainqueur en 1976 et 1985

### Liens
- Championnat de Curaçao de football
- Fiche du club sur le site soccerway